# Larche (Alpes da Alta Provença)
Larche é uma ex-comuna francesa na região administrativa da Provença-Alpes-Costa Azul, no departamento dos Alpes da Alta Provença. Estendeu-se por uma área de 68,86 km². Em 2010 a comuna tinha 74 habitantes (densidade: 1,1 hab./km²).
Em 1 de janeiro de 2016 foi fundida com a comuna de Meyronnes para a criação da nova comuna de Ubaye-Serre-Ponçon.